# Lista de arranha-céus de Madrid
Lista dos edifícios com mais de 50 metros de altura em Madrid, capital da Espanha.
Fonte: Plano altimétrico de la ciudad de Madrid (Ano 2003)

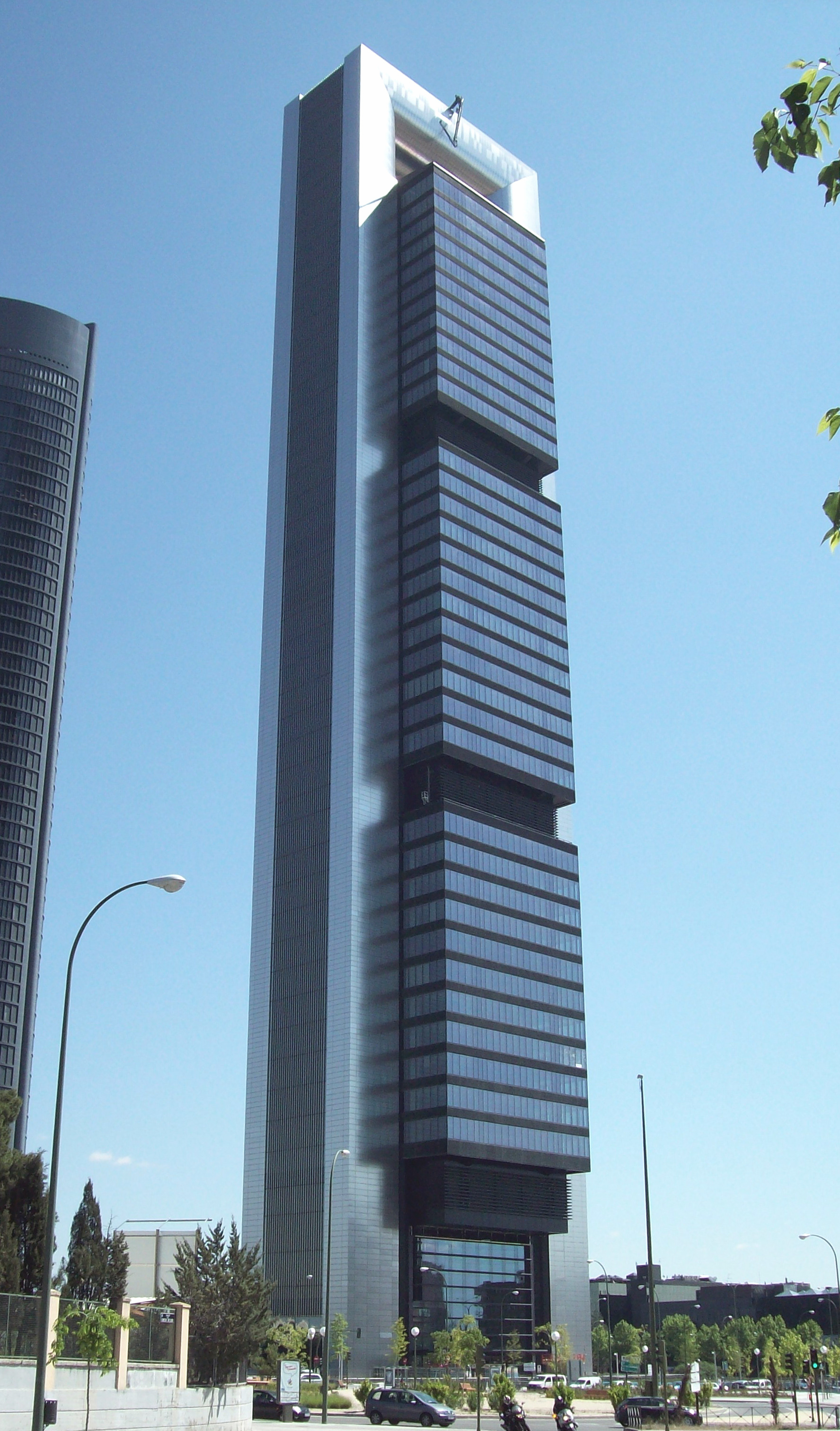
Torre Caja Madrid
(15 de maio de 2009)

| Colocação | Edifício                              | Altura ¹ | Número de pisos |
| --------- | ------------------------------------- | -------- | --------------- |
| 1         | Torre Caja Madrid                     | 250 m    | 45              |
| 2         | Torre de Cristal                      | 249 m    | 52              |
| 3         | Torre Sacyr Vallehermoso              | 236 m    | 55              |
| 4         | Torre Espacio                         | 224 m    | 55              |
| 5         | Torre Picasso                         | 157 m    | 43              |
| 6         | Torre de Madrid                       | 128 m    | 34              |
| 7         | Torre Europa                          | 120 m    | 30              |
| 8         | Puerta de Europa (Torre I)            | 114 m    | 25              |
| 9         | Puerta de Europa (Torre II)           | 114 m    | 25              |
| 10        | Torres de Colón                       | 110 m    | 23              |
| 11        | Torre del Banco de Bilbao             | 108 m    | 29              |
| 12        | Edificio España                       | 108 m    | 25              |
| 13        | Ministerio de Economía                | 98 m     | 23              |
| 14        | Torre de Valencia                     | 95 m     | 28              |
| 15        | Hospital Gómez Ulla                   | 89 m     | 22              |
| 16        | Edificio Telefónica                   | 88 m     | 14              |
| 17        | Edificio Alfredo Mahou                | 85 m     | 23              |
| 18        | Torre Metropolitana                   | 84 m     | 25              |
| 19        | Condado de Treviño 2                  | 83 m     | 25              |
| 20        | General Perón 32                      | 82 m     | 25              |
| 21        | Capitán Haya 51                       | 82 m     | 24              |
| 22        | Puerta de Chamartín                   | 81 m     | 22              |
| 23        | Edificio Cuzco IV                     | 80 m     | 23              |
| 24        | Torre Retiro                          | 78 m     | 24              |
| 25        | Torres Blancas                        | 77 m     | 23              |
| 26        | Caleruega 18                          | 77 m     | 22              |
| 27        | Caleruega 50                          | 77 m     | 22              |
| 28        | Caleruega 51                          | 76 m     | 22              |
| 29        | Plaza de Castilla 3                   | 76 m     | 22              |
| 30        | Paseo de la Castellana 75             | 76 m     | 19              |
| 31        | Torre Panorama                        | 75 m ²   | 24              |
| 32        | Condado de Treviño 9                  | 74 m     | 23              |
| 33        | Avenida de América 2                  | 74 m     | 21              |
| 34        | Hotel Meliá Madrid Princesa           | 74 m     | 20              |
| 35        | Hotel NH Eurobuilding                 | 74 m     | 17              |
| 36        | Hospital 12 de Octubre                | 73 m     | 18              |
| 37        | Martínez Villergas 49                 | 73 m     | 15              |
| 38        | Edificio La Unión y el Fénix          | 72 m     | 19              |
| 39        | Edificio Eurocentro                   | 72 m     | 18              |
| 40        | Torre Rioja                           | 72 m     | 18              |
| 41        | Avenida de Burgos 8                   | 71 m     | 19              |
| 42        | Arturo Soria 310                      | 70 m     | 21              |
| 43        | Avenida de Burgos 12                  | 70 m     | 18              |
| 44        | Avenida de Burgos 10                  | 69 m     | 18              |
| 45        | Paseo de la Castellana 77             | 68 m     | 17              |
| 46        | Círculo de Bellas Artes               | 67 m     | 10              |
| 47        | Paseo de la Castellana 140            | 66 m     | 18              |
| 48        | Edificio Ural                         | 66 m     | 20              |
| 49        | General Oraá 41                       | 66 m     | 19              |
| 50        | Plaza de Cristo Rey 1                 | 66 m     | 18              |
| 51        | Princesa 3                            | 65 m     | 17              |
| 52        | Juan Esplandiú 11-13                  | 65 m     | 16              |
| 53        | Juan Esplandiú 15                     | 65 m     | 16              |
| 54        | Orense 8-10                           | 65 m     | 16              |
| 55        | Orense 18-20                          | 65 m     | 16              |
| 56        | Edificio Feygón II                    | 64 m     | 20              |
| 57        | Puente de Segovia 1                   | 64 m     | 19              |
| 58        | Puente de Segovia 3                   | 64 m     | 19              |
| 59        | Santiago Rusiñol 10                   | 64 m     | 18              |
| 60        | Orense 6                              | 64 m     | 17              |
| 61        | Orense 12-14                          | 64 m     | 16              |
| 62'       | Salvador de Madariaga 1               | 64 m     | 15              |
| 63        | Hotel Petit Palace Alcalá Tower       | 64 m     | 13              |
| 64        | Edificio Mirador de Sanchinarro       | 63 m     | 20              |
| 65        | Caleruega 43                          | 63 m     | 19              |
| 66        | Caleruega 45                          | 63 m     | 19              |
| 67        | Andrés Mellado 31-33                  | 63 m     | 18              |
| 68        | Antonio López 67                      | 63 m     | 17              |
| 69        | Orense 16                             | 63 m     | 17              |
| 70        | Hotel Meliá Castilla                  | 63 m     | 15              |
| 71        | Torre Urbis                           | 63 m     | 15              |
| 72        | Avenida de Burgos 42-46               | 62 m     | 18              |
| 73        | Centro Colón                          | 62 m     | 18              |
| 74        | Edificio Cuzco III                    | 62 m     | 17              |
| 75        | Santa María de la Cabeza 64           | 62 m     | 17              |
| 76        | Edificio Masters                      | 62 m     | 16              |
| 77        | Gran Vía 30                           | 62 m     | 14              |
| 78        | Avenida de Brasil 17-19               | 61 m     | 19              |
| 79        | Paseo Juan XXIII 24                   | 61 m     | 16              |
| 80        | Paseo de la Castellana 68             | 61 m     | 16              |
| 81        | Arapiles 13                           | 61 m     | 15              |
| 82        | Ministerio de Sanidad y Consumo       | 61 m     | 15              |
| 83        | Cardenal Marcelo Spínola 48           | 60 m     | 18              |
| 84        | Pastora Imperio 5                     | 60 m     | 18              |
| 85        | Paseo de la Castellana 181            | 60 m     | 17              |
| 86        | Paseo de la Castellana 210            | 60 m     | 17              |
| 87        | Arturo Soria 335                      | 60 m     | 16              |
| 88        | Edificio Feygón I                     | 60 m     | 16              |
| 89        | Los Astros 7                          | 60 m     | 15              |
| 90        | Paseo de la Castellana 116-118        | 60 m     | 15              |
| 91        | Retama 3                              | 60 m     | 13              |
| 92        | Paseo del Pintor Rosales 48           | 59 m     | 17              |
| 93        | Arturo Soria 333                      | 59 m     | 16              |
| 94        | Avenida de Burgos 20-22               | 59 m     | 16              |
| 95        | Hospital La Paz (Maternidad)          | 59 m     | 16              |
| 96        | Alberto Alcocer 13                    | 59 m     | 15              |
| 97        | Paseo de la Habana 5                  | 59 m     | 15              |
| 98        | Retama 7                              | 59 m     | 14              |
| 99        | Acanto 22                             | 59 m     | 13              |
| 100       | Cardenal Marcelo Spínola 44           | 59 m     | 13              |
| 101       | Paseo de la Castellana 110            | 59 m     | 13              |
| 102       | Retama 1                              | 59 m     | 13              |
| 103       | San Francisco de Sales 23             | 58 m     | 18              |
| 104       | Avenida de Burgos 32                  | 58 m     | 17              |
| 105       | Orense 22                             | 58 m     | 17              |
| 106       | Avenida de América 51                 | 58 m     | 16              |
| 107       | Capitán Haya 49                       | 58 m     | 16              |
| 108       | Edificio Eurobuilding II              | 58 m     | 16              |
| 109       | Pastora Imperio 1                     | 58 m     | 16              |
| 110       | Edificio Trieste                      | 58 m     | 15              |
| 111       | Palacio de la Prensa                  | 58 m     | 14              |
| 112       | Avenida de Burgos 28                  | 57 m     | 17              |
| 113       | Cardenal Herrera Oria 163-167         | 57 m     | 17              |
| 114       | Cardenal Herrera Oria 169-173         | 57 m     | 17              |
| 115       | Fermín Caballero 54-58                | 57 m     | 17              |
| 116       | Fermín Caballero 60-64                | 57 m     | 17              |
| 117       | Ginzo de Limia 51-55                  | 57 m     | 17              |
| 118       | Pastora Imperio 2                     | 57 m     | 17              |
| 119       | Avenida de Burgos 24                  | 57 m     | 16              |
| 120       | Fermín Caballero 57-59                | 57 m     | 16              |
| 121       | Fermín Caballero 61-65                | 57 m     | 16              |
| 122       | Hontoria del Pinar 5                  | 57 m     | 16              |
| 123       | Edificio Cadagua                      | 57 m     | 14              |
| 124       | Parque Empresarial Nozar (Edificio 1) | 57 m ²   | 13              |
| 125       | Parque Empresarial Nozar (Edificio 2) | 57 m ²   | 13              |
| 126       | Isla Graciosa 4                       | 56 m     | 17              |
| 127       | Isla Graciosa 19                      | 56 m     | 17              |
| 128       | Arturo Soria 316                      | 56 m     | 16              |
| 129       | Arturo Soria 320                      | 56 m     | 16              |
| 130       | Arturo Soria 324                      | 56 m     | 16              |
| 131       | Arturo Soria 328                      | 56 m     | 16              |
| 132       | Arturo Soria 330                      | 56 m     | 16              |
| 133       | Arturo Soria 337                      | 56 m     | 16              |
| 134       | Caleruega 97                          | 56 m     | 16              |
| 135       | Caribe 1-3                            | 56 m     | 16              |
| 136       | Caribe 5-7                            | 56 m     | 16              |
| 137       | Condesa de Venadito 2-4               | 56 m     | 16              |
| 138       | Condesa de Venadito 6-8               | 56 m     | 16              |
| 139       | Audiencia Provincial de Madrid        | 56 m     | 13              |
| 140       | Edificio Carrión                      | 56 m     | 13              |
| 141       | Beatriz de Bobadilla 3                | 56 m     | 12              |
| 142       | Arturo Soria 353                      | 55 m     | 16              |
| 143       | Avenida de Burgos 40                  | 55 m     | 16              |
| 144       | Condado de Treviño 33                 | 55 m     | 16              |
| 145       | Condado de Treviño 35                 | 55 m     | 16              |
| 146       | Santa María de la Cabeza 85           | 55 m     | 16              |
| 147       | Juan Hurtado de Mendoza 15-19         | 55 m     | 15              |
| 148       | Presidente Carmona 1                  | 55 m     | 15              |
| 149       | Presidente Carmona 2                  | 55 m     | 15              |
| 150       | Hospital La Paz (Hospital General)    | 55 m     | 14              |
| 151       | Hotel Puerta América                  | 55 m ²   | 14              |
| 152       | Torres Ágora                          | 55 m     | 14              |
| 153       | Camarena 68-70                        | 54 m     | 16              |
| 154       | Camarena 80-86                        | 54 m     | 16              |
| 155       | Camarena 88-92                        | 54 m     | 16              |
| 156       | Camarena 106-110                      | 54 m     | 16              |
| 157       | Santiago de Compostela 60-62          | 54 m     | 15              |
| 158       | Santiago de Compostela 64-68          | 54 m     | 15              |
| 159       | Alcalá 21                             | 54 m     | 12              |
| 160       | Alcorisa 1                            | 53 m     | 16              |
| 161       | Alcorisa 11                           | 53 m     | 16              |
| 162       | Alcorisa 41                           | 53 m     | 16              |
| 163       | Alcorisa 57                           | 53 m     | 16              |
| 164       | Alcorisa 67                           | 53 m     | 16              |
| 165       | Alcorisa 83                           | 53 m     | 16              |
| 166       | Andorra 3                             | 53 m     | 16              |
| 167       | Andorra 27                            | 53 m     | 16              |
| 168       | Andorra 35                            | 53 m     | 16              |
| 169       | Andorra 51                            | 53 m     | 16              |
| 170       | Andorra 65                            | 53 m     | 16              |
| 171       | Andorra 91                            | 53 m     | 16              |
| 172       | Avenida de Burgos 16                  | 53 m     | 16              |
| 173       | Betanzos 60-68                        | 53 m     | 16              |
| 174       | Betanzos 77-85                        | 53 m     | 16              |
| 175       | Calanda 14                            | 53 m     | 16              |
| 176       | Canillas 70                           | 53 m     | 16              |
| 177       | Canillas 76                           | 53 m     | 16              |
| 178       | Canillas 98                           | 53 m     | 16              |
| 179       | Canillas 106                          | 53 m     | 16              |
| 180       | Canillas 116                          | 53 m     | 16              |
| 181       | Isla de Arosa 2-8                     | 53 m     | 16              |
| 182       | Utrillas 8                            | 53 m     | 16              |
| 183       | Utrillas 9                            | 53 m     | 16              |
| 184       | Francisco Silvela 37                  | 53 m     | 15              |
| 185       | Paseo de la Castellana 101            | 53 m     | 15              |
| 186       | Torrelaguna 61                        | 53 m     | 15              |
| 187       | Torrelaguna 63                        | 53 m     | 15              |
| 188       | Puerto de Maspalomas 15-17            | 52 m     | 16              |
| 189       | Virgen de Lourdes 2-20                | 52 m     | 16              |
| 190       | Almansa 94                            | 52 m     | 15              |
| 191       | Concha Espina 6                       | 52 m     | 15              |
| 192       | Concha Espina 8                       | 52 m     | 15              |
| 193       | Conde de la Cimera 2                  | 52 m     | 15              |
| 194       | Conde de la Cimera 4                  | 52 m     | 15              |
| 195       | Doctor Laguna 9                       | 52 m     | 15              |
| 196       | Doctor Laguna 12                      | 52 m     | 15              |
| 197       | Hotel Claridge                        | 52 m     | 15              |
| 198       | Paseo de la Habana 15                 | 52 m     | 15              |
| 199       | Pío baroja 2                          | 52 m     | 15              |
| 200       | Sirio 42                              | 52 m     | 15              |
| 201       | Sirio 50                              | 52 m     | 15              |
| 202       | Sirio 60                              | 52 m     | 15              |
| 203       | Illescas 143                          | 51 m     | 16              |
| 204       | Illescas 145                          | 51 m     | 16              |
| 205       | Illescas 147                          | 51 m     | 16              |
| 206       | San Pol de Mar 10                     | 51 m     | 16              |
| 207       | Modesto Lafuente 45                   | 51 m     | 15              |
| 208       | San Francisco de Sales 19             | 51 m     | 15              |
| 209       | Santa Susana 27                       | 51 m     | 15              |
| 210       | Santa Susana 28                       | 51 m     | 15              |
| 211       | Gando 7                               | 50 m     | 15              |
| 212       | Juan Ramón Jiménez 2                  | 50 m     | 15              |
| 213       | Rafael Finat 40                       | 50 m     | 15              |
| 214       | Avenida Reina Victoria 70             | 50 m     | 15              |

- (¹) - Altura obtida por diferença de cotas entre. (Não são consideradas antenas ou chaminés). Datos arredondados para unidade de metro. Margem de erro +/- 1,5 m.
- (²) - Datos não confirmados (Edificios construidos após 2003).